# Greatest Hits 1987–1999
Greatest Hits 1987–1999 (oziroma Greatest Hits 87–99) je kompilacija avstralske pevke Kylie Minogue, izdana leta 2003.
Album so zaradi varčevalnih razlogov izdali le v Avstraliji, in sicer isti mesec kot deveti glasbeni album Kylie Minogue, Body Language.
Kompilacija je pravzaprav razširjena verzija njene kompilacije Greatest Hits, z nekaj dodatnimi pesmimi, ki jih je Kylie Minogue izdala med letoma 1994 in 1999 pri založbi Deconstruction Records.
DVD z naslovom Greatest Hits 87–98 je edini DVD, ki vključuje vse videospote, ki jih je Kylie Minogue izdala pri založbah PWL in Deconstruction Records.
Čeprav je DVD izšel le v Avstraliji, je vključeval britanski različici videospotov za pesmi »The Loco-Motion« in »Word Is Out« namesto avstralskih.
Vendar ti verziji pesmi nista vključeni na CD.

## Seznam pesmi
| CD 1            | CD 1                                         | CD 1    |
| Št.             | Naslov                                       | Dolžina |
| --------------- | -------------------------------------------- | ------- |
| 1.              | „The Loco-Motion‟ (avstralska singl verzija) | 3:13    |
| 2.              | „I Should Be So Lucky‟                       | 3:22    |
| 3.              | „Got to Be Certain‟                          | 3:19    |
| 4.              | „Je Ne Sais Pas Pourquoi‟                    | 4:00    |
| 5.              | „Especially for You‟                         | 3:57    |
| 6.              | „Turn It into Love‟                          | 3:37    |
| 7.              | „Made in Heaven‟                             | 3:32    |
| 8.              | „It's No Secret‟                             | 3:58    |
| 9.              | „Hand on Your Heart‟                         | 3:49    |
| 10.             | „Wouldn't Change a Thing‟                    | 3:12    |
| 11.             | „Never Too Late‟                             | 3:21    |
| 12.             | „Tears on My Pillow‟                         | 2:27    |
| 13.             | „Better the Devil You Know‟                  | 3:51    |
| 14.             | „Step Back in Time‟                          | 3:04    |
| 15.             | „What Do I Have to Do?‟ (remiks)             | 3:32    |
| 16.             | „Shocked‟ (DNA-jev remiks)                   | 3:09    |
| Skupna dolžina: | Skupna dolžina:                              | 55:23   |

| CD 2            | CD 2                                                 | CD 2    |
| Št.             | Naslov                                               | Dolžina |
| --------------- | ---------------------------------------------------- | ------- |
| 1.              | „Word Is Out‟ (remiks Summer Breeze)                 | 3:34    |
| 2.              | „If You Were with Me Now‟                            | 3:11    |
| 3.              | „Give Me Just a Little More Time‟                    | 3:05    |
| 4.              | „Finer Feelings‟ (remiks Brothers in Rhythm singl)   | 3:44    |
| 5.              | „What Kind of Fool (Heard All That Before)‟          | 3:40    |
| 6.              | „Celebration‟                                        | 3:56    |
| 7.              | „Confide in Me‟ (Masterjev remiks)                   | 5:51    |
| 8.              | „Put Yourself In My Place‟                           | 3:36    |
| 9.              | „Where Is the Feeling?‟ (BIR-jev remiks)             | 4:11    |
| 10.             | „Where the Wild Roses Grow‟ (skupaj z Nickom Caveom) | 3:55    |
| 11.             | „Some Kind of Bliss‟                                 | 4:13    |
| 12.             | „Did It Again‟                                       | 4:15    |
| 13.             | „Breathe‟ (radijska različica)                       | 3:40    |
| 14.             | „Cowboy Style‟ (radijska različica)                  | 3:54    |
| 15.             | „Dancing Queen‟ (remiks)                             | 3:48    |
| 16.             | „Tears‟                                              | 4:27    |
| 17.             | „The Real Thing‟                                     | 3:22    |
| Skupna dolžina: | Skupna dolžina:                                      | 66:22   |

| DVD             | DVD                                         | DVD     |
| Št.             | Naslov                                      | Dolžina |
| --------------- | ------------------------------------------- | ------- |
| 1.              | „The Loco-motion‟                           | 3:17    |
| 2.              | „I Should Be So Lucky‟                      | 3:23    |
| 3.              | „Got to Be Certain‟                         | 3:15    |
| 4.              | „Je Ne Sais Pas Pourquoi‟                   | 4:20    |
| 5.              | „Especially for You‟                        | 3:31    |
| 6.              | „It's No Secret‟                            | 4:45    |
| 7.              | „Made in Heaven‟                            | 3:30    |
| 8.              | „Hand on Your Heart‟                        | 3:39    |
| 9.              | „Wouldn't Change a Thing‟                   | 3:11    |
| 10.             | „Never Too Late‟                            | 3:23    |
| 11.             | „Tears on My Pillow‟                        | 2:24    |
| 12.             | „Better the Devil You Know‟                 | 3:53    |
| 13.             | „Step Back in Time‟                         | 3:04    |
| 14.             | „What Do I Have to Do?‟                     | 3:30    |
| 15.             | „Shocked‟                                   | 3:09    |
| 16.             | „Word Is Out‟                               | 3:43    |
| 17.             | „If You Were with Me Now‟                   | 3:11    |
| 18.             | „Give Me Just a Little More Time‟           | 3:06    |
| 19.             | „Finer Feelings‟                            | 3:44    |
| 20.             | „What Kind of Fool (Heard All That Before)‟ | 3:53    |
| 21.             | „Celebration‟                               | 4:00    |
| 22.             | „Confide in Me‟                             | 5:56    |
| 23.             | „Put Yourself in My Place‟                  | 4:07    |
| 24.             | „Where Is the Feeling?‟                     | 3:45    |
| 25.             | „Where the Wild Roses Grow‟                 | 4:03    |
| 26.             | „Some Kind of Bliss‟                        | 3:40    |
| 27.             | „Did It Again‟                              | 3:48    |
| 28.             | „Breathe‟                                   | 3:35    |
| 29.             | „Cowboy Style‟                              | 3:55    |
| Skupna dolžina: | Skupna dolžina:                             | 106:40  |

## Certifikacije
| Država            | Certifikacija | Prodaja |
| ----------------- | ------------- | ------- |
| Avstralija (ARIA) | 2× platinasta | 300.000 |